# Harry Golombek
Harry Golombek  OBE (Londres, 1 de març de 1911- † 7 de gener de 1995), fou un Mestre Internacional britànic, Gran Mestre honorari, àrbitre i autor d'obres d'escacs.

## Estudis i títols
Golombek va estudiar filologia al King's College de Londres, i fou alumne de la Wilson's Grammar School de Camberwell. Fou tres cops Campió britànic, el 1947, 1949 i 1955, i subcampió el 1948. Obtingué el títol de Mestre Internacional d'escacs el 1950. Se li concedí el títol de Gran Mestre (honorari) el 1985. Fou nomenat OBE (Oficial de l'Ordre de l'Imperi Britànic) el 1966, essent la primera persona a rebre aquest honor per serveis en l'àmbit dels escacs.

## Periodista i escriptor
Fou el corresponsal d'escacs del diari The Times des de 1945 fins al 1989. Va ser també directiu de la FIDE, i exercí d'àrbitre en diversos torneigs rellevants, com el Torneig de candidats de 1959 a Iugoslàvia. També fou editor d'algunes conegudes col·leccions de partides, com les de José Raúl Capablanca i les de Richard Réti, i un respectat autor de bibliografia escaquística. Editor en cap de la revista British Chess Magazine des de 1938 fins a 1940, i editor a l'estranger els anys 1960 i 1970. Golombek també va traduir diversos llibres d'escacs del rus a l'anglès.

## Activitat durant la Guerra

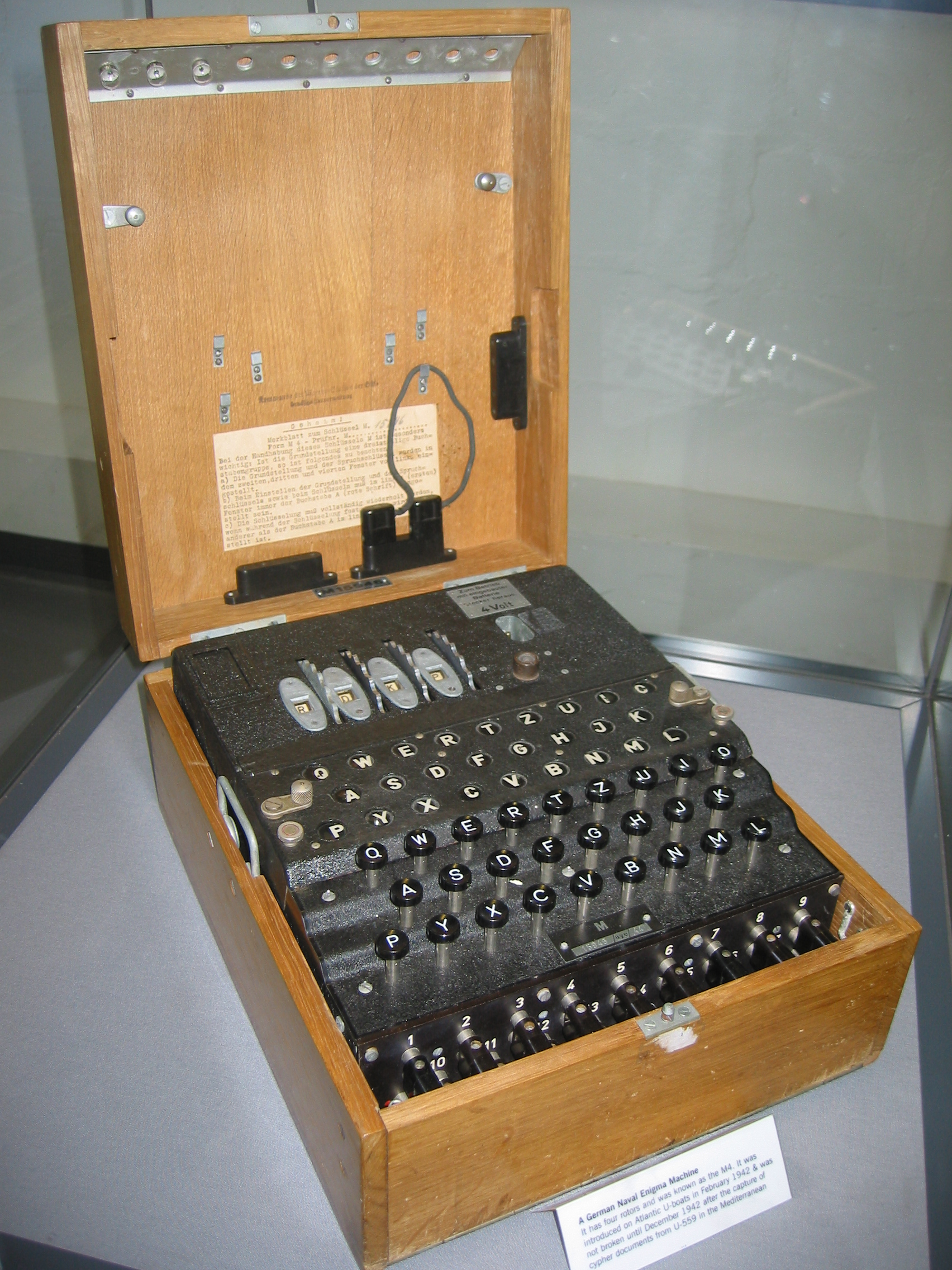
Màquina Enigma naval alemanya de quatre rotors

Quan va començar la II Guerra Mundial el setembre de 1939, Golombek era a Buenos Aires (Argentina), representant la Gran Bretanya a l'Olimpíada d'escacs de 1939, en un equip amb Conel Hugh O'Donel Alexander i Stuart Milner-Barry. Varen tornar immediatament al Regne Unit, i seguidament foren reclutats al Bletchley Park, el centre de criptoanàlisi de la guerra. Golombek, en la seva doble condició de GM i lingüista, va treballar al Hut 8, la secció responsable de resoldre els codis de la màquina naval nazi Enigma.

## Resultats destacats en competició
Golombek fou el primer britànic que es classificà per un Torneig Interzonal: el 1952 participà en l'Interzonal de Saltsjöbaden, on hi fou 20è (el guanyador fou Aleksandr Kótov),
Va representar Anglaterra en nou Olimpíades d'escacs entre els anys 1935 i 1962.

## Llibres
- Golombek's Encyclopedia of Chess, editat per Golombek, 1977, Batsford/Crown, ISBN 0-517-53146-1
- Golombek, H.. The Game of Chess.  Penguin, 1954.
- A History of Chess, Harry Golombek, 1976, Routledge & Kegan Paul, ISBN 0 7100 8266 5
- The Art of the Middle Game, Harry Golombek, Penguin, ISBN 0 14 046 102 7